# Noroc

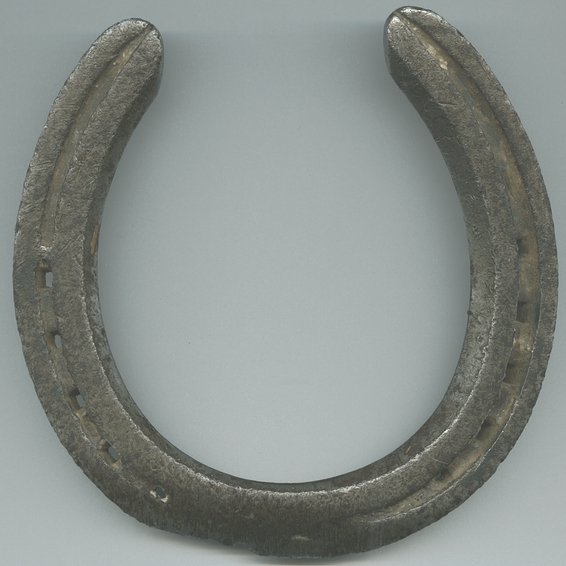
Potcoava de cal în unele culturi este aducătoare de noroc

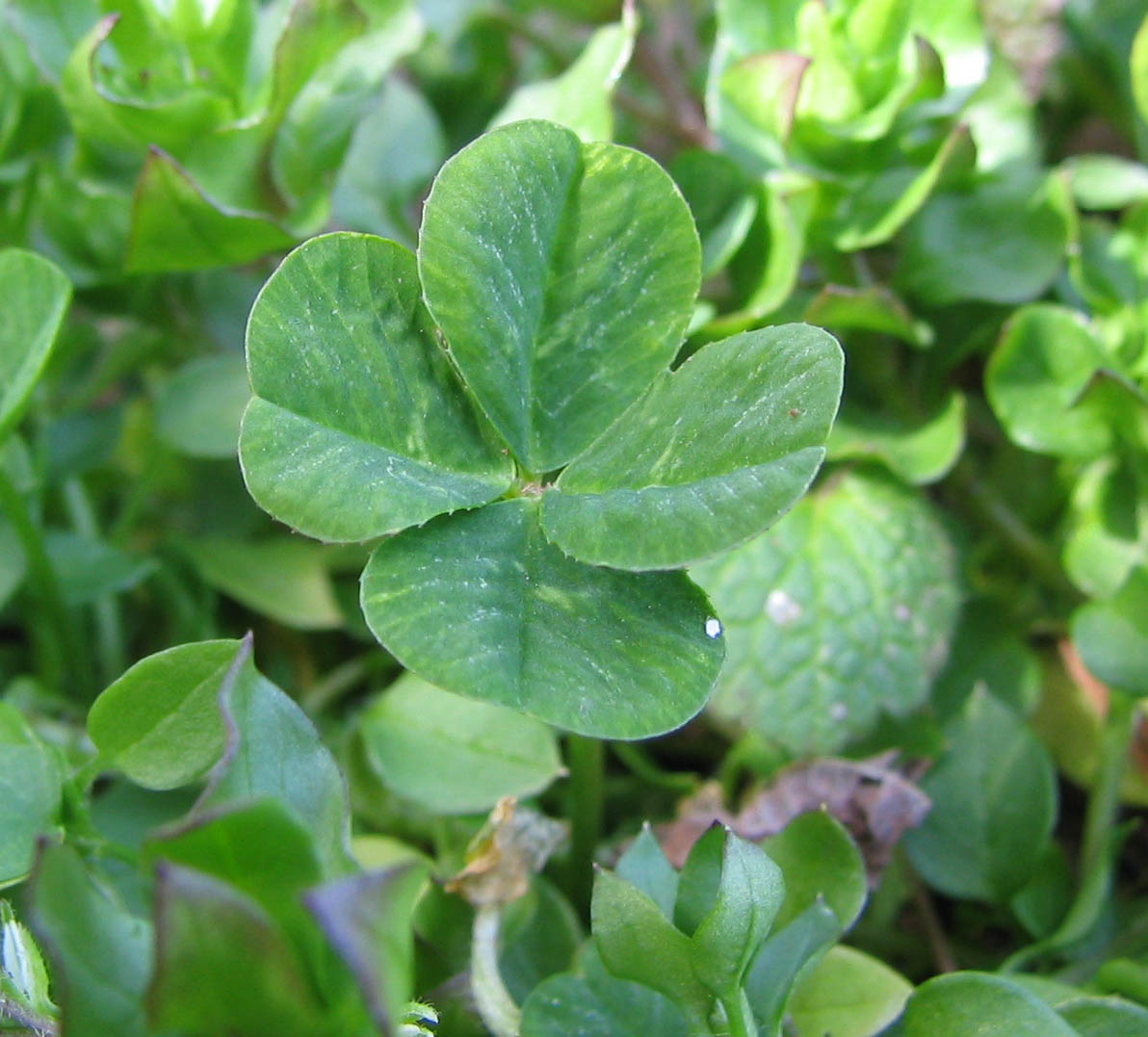
Trifoi cu patru foi

Norocul este fenomenul care definește experiența evenimentelor pozitive, negative sau improbabile. Are mai multe înțelesuri, de exemplu în limba germană înseamnă și o stare de fericire, de fapt și în limba română un om norocos este în același timp și fericit, a doua însemnătate ar fi din întâmplare, și nemeritat (nemuncit) se ajunge într-o situație avantajată materială sau spirituală.

În general sunt două stări diferite de a aspira la noroc: 
- prin efortul propriu: a realiza o situație fericită prin descoperirea factorilor ce îl aduc într-o stare norocoasă și posibilitatea de evitare a accidentelor ce determină suferința.

- situația când e convins de imposibilitatea de a ajunge, prin eforturi proprii, la o situație norocoasă, acceptându-și soarta și așteptând pasiv ca printr-o întâmplare (jocuri de noroc) să-și găsească norocul.

În antichitate zeița destinului și a norocului era Tyche la vechii greci și Fortuna la romani.
- Simboluri sau talismane aducătoare de noroc sunt: potcoava de cal, trifoiul cu patru foi, busuiocul, iar în China dragonul.